# Heinrich Ludwig Weller
Heinrich Ludwig Weller (* 1819 in Tilsit; † 1893 in Königsberg (Preußen)) war ein Kaufmann und Kommunalpolitiker in Königsberg.

## Wirken
Weller gründete 1848 eine Kolonialwarenhandlung, die bis 1900 bestand. Er gehörte zu den führenden Demokraten der Königsberger Bürgerschaft und war in vielen Ämtern tätig. Er war Vorsitzender der von ihm gegründeten Königsberger Handels-Kompagnie, Stadtverordnetenvorsteher von 1876 bis 1890 und Vorsteher der Kaufmannschaft von 1861 bis 1882.
Weller war Ehrenbürger der Stadt Königsberg und von 1861 bis zu seinem Tod im Jahre 1893 Mitglied der Freimaurerloge Zum Todtenkopf und Phoenix.
Er war verheiratet mit Charlotte Michelly. Der Sohn kaufte 1896 das Gut Metgethen.

## Ehrungen
- Kommerzienrat
- Admiralitätsrat
- Ehrenbürger der Stadt Königsberg (1891)

## Quelle
- Robert Albinus: Königsberg Lexikon. Würzburg 2002